# Хоментув
Хоментув (пол. Chomentów) — село в Польщі, у гміні Собкув Єнджейовського повіту Свентокшиського воєводства.
Населення — 410 осіб (2011).
У 1975-1998 роках село належало до Келецького воєводства.

## Демографія
Демографічна структура на день 31 березня 2011 року:
|          | Загалом | Допрацездатний вік | Працездатний вік | Постпрацездатний вік |
| -------- | ------- | ------------------ | ---------------- | -------------------- |
| Чоловіки | 213     | 62                 | 136              | 15                   |
| Жінки    | 197     | 39                 | 115              | 43                   |
| Разом    | 410     | 101                | 251              | 58                   |